# Finno-ugrische Sprachen
Die finnougrischen Sprachen (auch finno-ugrische, finnugrische, finnisch-ugrische oder ugrofinnische Sprachen) bilden zusammen mit dem samojedischen Zweig die
uralische Sprachfamilie und unterteilen sich in zwei Zweige: den finnopermischen und den ugrischen Zweig.
Finno-ugrisch sprechende Volksgruppen nennt die Wissenschaft Finno-Ugrier oder finno-ugrische Völker.

## Sprachgeschichte

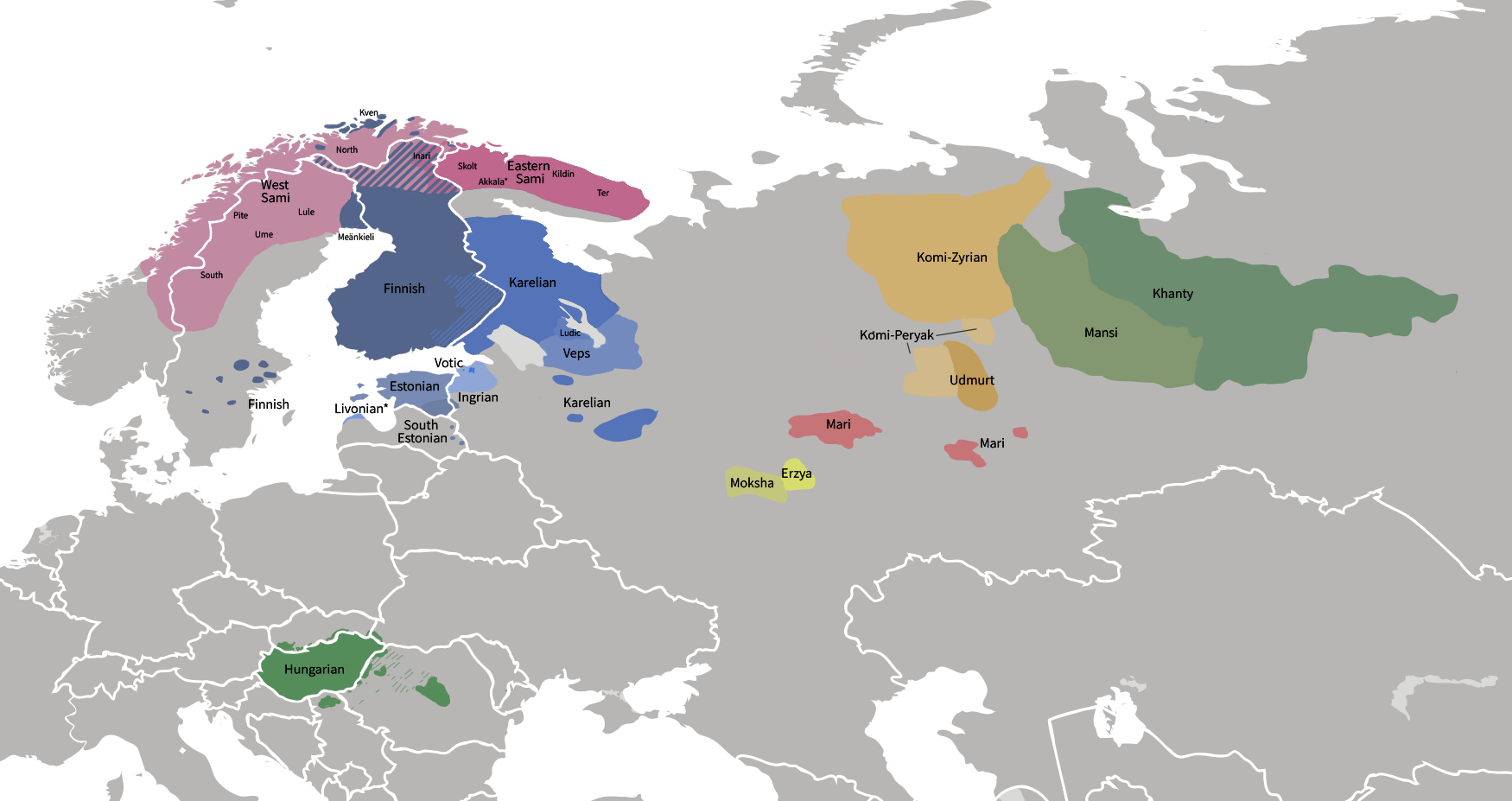
Verbreitung der finno-ugrischen Sprachen in Eurasien

Ähnlich wie bei den indogermanischen Sprachen sind die heutigen finno-ugrischen Sprachen das Ergebnis mehrerer Sprachspaltungen und lassen sich auf eine hypothetische Ursprache zurückführen, das Ur-Finno-Ugrische.
Gemäß der traditionellen Auffassung ist die Ursprache in der ersten Spaltung in den finno-permischen und den ugrischen Zweig zerfallen. Die ugrische Sprachgemeinschaft spaltete sich in die sogenannten obugrischen Sprachen und in das Ur-Ungarische, aus dem das heutige Ungarische hervorgegangen ist. Im finno-permischen Zweig hat sich zuerst die permische Gruppe, dann die wolgafinnische und zuletzt die ostseefinnische Gruppe und das Samische herausgebildet.
Es besteht kein Zweifel daran, dass die finno-ugrischen Völker schon früh Kontakte zur indogermanischen Sprachwelt hatten, wie sich anhand zahlreicher Entlehnungen beweisen lässt. So ist das Zahlwort für 100 im Finnischen sata, im Mordwinischen sada, im Mansischen sad, im Ungarischen száz, das als Entlehnung aus dem Indoiranischen gilt (vgl. altindisch śatám, avestisch satəm '100'; verwandt mit lateinisch centum, vgl. Kentum- und Satemsprachen).

## Klassifikation der Sprachen
Die finno-ugrischen Sprachen werden folgendermaßen klassifiziert:
Ugrische Sprachen
- Ungarisch
- Obugrische Sprachen
  - Chantisch (Ostjakisch)
  - Mansisch (Wogulisch)

Finno-permische Sprachen
- Permische Sprachen
  - Komi
    - Komi-Syrjänisch
    - Komi-Permjakisch

  - Udmurtisch (Wotjakisch)
- Wolgafinnische Sprachen
  - Wolgasprachen [veraltete Klassifikation]
    - Marische Sprachen
      - Mari (Tscheremissisch)

    - Mordwinische Sprachen
      - Ersjanisch
      - Mokschanisch

    - Ausgestorbene wolgafinnische Sprachen (Die Position ist unklar.)
      - Merjanisch †
      - Muromisch †
      - Meschtscherisch †

  - Finno-samische Sprachen (Finno-lappische Sprachen)
    - Samische Sprachen (Lappische Sprachen)
      - Westsamische Sprachen
        - Südsamisch
        - Umesamisch
        - Lulesamisch
        - Pitesamisch
        - Nordsamisch

      - Ostsamische Sprachen
        - Kemisamisch †
        - Inarisamisch
        - Akkalasamisch †
        - Kildinsamisch
        - Skoltsamisch
        - Tersamisch

    - Ostseefinnische Sprachen
      - Finnisch
      - Meänkieli bzw. Tornedalfinnisch
      - Kvenisch (bzw. Quänisch)
      - Ischorisch (bzw. Ingrisch oder Ingermanisch)
      - Karelisch
        - eigentliches Karelisch
        - Lüdisch
        - Olonetzisch

      - Estnisch
      - Võro (Võru; inklusive Seto bzw. Setu)
      - Livisch †
      - Wepsisch
      - Wotisch

Die mordwinischen und Mari-Sprachen wurden früher unter die Wolgasprachen eingeordnet, aber diese Klassifizierung wird heute in Frage gestellt, da keine gemeinsame wolgafinnische Grundsprache rekonstruiert werden kann. Darum handelt es sich hier eher um eine areale als um eine genetische Einteilung.
Auch die Zusammenfassung der samischen Sprachen und der ostseefinnischen Sprachen zur Gruppe der finno-samischen Sprachen ist umstritten.

## Alphabetische Liste finno-ugrischer Sprachen
- Chantische Sprache (Ostjakisch, vom Aussterben bedroht)
- Estnische Sprache
- Finnische Sprache
- Ischorische Sprache (Ingrisch, vom Aussterben bedrohte Sprache)
- Karelische Sprache
- Komi: Permjakisch, Syrjänisch
- Livische Sprache (ausgestorben)
- Mari (Tscheremissisch): Sprachen der „Berg“- und der „Wiesen“-Mari
- Mansische Sprache (Wogulisch, vom Aussterben bedroht)
- Mordwinische Sprache: Mokschanische Sprache und Ersjanische Sprache
- Samische Sprache (mehrere Schriftsprachen)
- Udmurtische Sprache (Wotjakisch)
- Ungarische Sprache
- Võro
- Wepsische Sprache
- Wotische Sprache (vom Aussterben bedroht)

## Allgemeines
Insgesamt gibt es ca. 25 Millionen Sprecher. Die Finno-Ugristik ist die Wissenschaft, die sich mit den finno-ugrischen Sprachen beschäftigt. Folgende Merkmale sind den finno-ugrischen Sprachen typisch:
- Die finno-ugrischen Sprachen sind agglutinierende Sprachen, d. h., grammatikalische Kategorien werden vor allem mit Hilfe von Suffixen sowie Postpositionen und seltener auch Präfixen (vor allem Ungarisch) ausgedrückt. Vgl. Haus – in meinem Haus:
  - finnisch: talo – talossani
  - mordwinisch: kudo – kudosom
  - ungarisch: ház – házamban
- Die finno-ugrischen Sprachen verfügen über kein grammatikalisches Geschlecht.
- Typisch für die meisten ostseefinnischen und samischen Sprachen ist der Stufenwechsel, d. h., ein quantitativer sowie qualitativer Wechsel im Konsonantismus, ausgelöst durch das Anfügen bestimmter Suffixe bzw. Affixe. (Vgl. finnisch kukka – kukan, kota – kodan; samisch ahkka – ahka, guahti – guadi.)
- Die Vokalharmonie ist heute noch im Finnischen und im Ugrischen (Ungarisch, Chantisch, Mansisch) stark ausgeprägt, findet sich aber auch in geschwundener Form in anderen Sprachen wieder (z. B. Mari). Das Estnische z. B. hat überhaupt keine Vokalharmonie mehr.
- Mit Ausnahme des Komi bilden die finno-ugrischen Sprachen heutzutage kein synthetisches Futur. Es wird aber in einigen Sprachen analytisch (also durch eine Konstruktion) gebildet, und genauso gibt es auch Hin- bzw. Beweise für die frühere Existenz eines synthetischen Futurs (vgl. ungarisches Partizip Futur).
- In den meisten finno-ugrischen Sprachen gibt es kein Wort für „haben“, der Besitz wird i. d. R. durch die habeo-Konstruktion, also mit dem Verb „sein“ in der 3. Person Singular sowie dem Besitzenden (im Dativ oder Adessiv) ausgedrückt – wörtlich: „bei jmd. ist etwas“ – (vgl. dazu Dativus possessivus). Beispiele: finnisch minulla on auto – „ich habe ein Auto“, mordwinisch mon’kudom – „ich habe ein Haus“, ungarisch (Nekem) autóm van – „ich habe ein Auto“, wörtlich „(mir) ist mein Auto“
- Typisch für finno-ugrische Sprachen ist der Reichtum an Kasus, vor allem zum Ausdruck von Örtlichkeitsverhältnissen. Aber auch hier gibt es Ausnahmen (samische Sprachen, Mansisch)
- Die finnischen Sprachen besitzen zur Negation ein verneinendes Verb, das anstelle des Hauptverbs konjugiert wird. Beispiele:
  - finnisch mennä – „gehen“; en mene – „ich gehe nicht“; et mene – „du gehst nicht“; ei mene – „er geht nicht“
  - Komi ker – „machen“; og ker – „ich mache nicht“; on ker – „du machst nicht“; oz ker – „er macht nicht“
- Die objektive (bestimmte) Konjugation ist besonders im Ungarischen und noch viel stärker im Mordwinischen ausgeprägt. Dabei wird durch das Verb zusätzlich angezeigt, ob das Objekt bestimmt oder unbestimmt ist. Beispiele aus dem Ungarischen:
  - könyvet olvasok – „ich lese ein Buch“ (irgendeines)
  - a könyvet olvasom – „ich lese das Buch“

Grundsätzlich gibt es mehrere vorherrschende Charakteristika, die aber nicht restlos auf alle Sprachen zutreffen, d. h., es gibt immer Abweichungen von der Mehrheit. Das bedeutet aber nicht, dass diese Sprachen nicht miteinander verwandt wären, sondern dass bestimmte grammatikalische Funktionen in manchen Sprachen durch innere spontane Entwicklung oder äußeren Einfluss geschwunden sind.

## Sprachvergleich
Die folgende Auflistung ist rein informativer Natur und kein Nachweis für eine sprachliche Verwandtschaft. Die historisch vergleichende Sprachwissenschaft rekonstruiert Wörter gemeinsamen finno-ugrischen bzw. uralischen Ursprungs. Durch den recht umfangreichen Fundus an Grundwörtern (die sich auch auf grundlegende Dinge des Alltags beziehen, z. B. Körperteile, Tiernamen, Pflanzennamen, Wetter, Werkzeuge) gilt die sprachliche Verwandtschaft als bewiesen.
Die estnische Philologin Mall Hellam nennt folgenden Satz, der die Ähnlichkeiten zwischen den Sprachen aufzeigen soll:
- Estnisch: Elav kala ujub vee all
- Finnisch: Elävä kala ui veden alla
- Ungarisch: Eleven hal úszkál a víz alatt
- Übersetzung: „Der lebende Fisch schwimmt im Wasser“

### Der Anfang des Vaterunsers in verschiedenen finno-ugrischen Sprachen
| Deutsch                      | Vater unser im Himmel! Geheiligt werde dein Name; dein Reich komme;                            |
| ---------------------------- | ---------------------------------------------------------------------------------------------- |
| Ungarisch                    | Mi Atyánk, aki a mennyekben vagy, szenteltessék meg a Te neved; jöjjön el a Te országod;       |
| Mansisch                     | Man ault olep jegov, tak jälpenlachte nag namen; tak jeimte nag naerlachen;                    |
| Komi-Syrjänisch              | Айе миян, коды эм енэж вылын! Мед вежӧдъяс тэнад нимыд; мед воас тэнад саритӧмыд;              |
| Komi-Permjakisch             | Айа миян, кӧдыя эм енвевт вывын! Мед светитчяс тӧнат нимыд; мед воас тӧнат саритӧмыт;          |
| Udmurtisch (Wotjakisch)      | Аймы милям ин вылын улыш! Тынад нимыд святой мед луоз; тынад эксэйлыгед мед лыиктоз;           |
| Wiesen-Mari                  | Пылпомышто улшо мемнан Ачий! Тыйын лўмет мокталтше, тыйын кугыжанышет толжо;                   |
| Berg-Mari                    | Пӹлгомыштышы мӓмнӓн Ӓтинӓ! Тӹньӹн лӹмет лӹмлеш-тӓрӓлтшӹ, тӹньӹн анжымашет толжы;               |
| Ersjamordwinisch             | Менельсэ Тетянок! Тонть леметь шнавозь аштезэ; Тонть Инязорокс чить сазо;                      |
| Mokschamordwinisch           | Менелень тетянок! Шнавозо Тонть леметь; топавтовозо Тонть мелеть;                              |
| Finnisch                     | Isä meidän, joka olet taivaissa! Pyhitetty olkoon sinun nimesi; tulkoon sinun valtakuntasi;    |
| Meänkieli (Tornedalfinnisch) | Meän Isä, joka olet taihvaissa! Pyhitetty olkhoon sinun nimesti; tulkhoon sinun valtakuntasti; |
| eigentliches Karelisch       | Tuatto! Pyhitettävä olkah siun nimes; tulkah siun valtakuntas;                                 |
| Olonetzisch                  | Tuatto meijän taivahalline! Olgah pühännü Sinun nimi; tulgah sinun valdu;                      |
| Twer-Karelisch               | Туатто мия̄н, кумбанѣ олет тайвагашша! Ана гювиттїя̄човъ ними шивнъ; ана туловъ шивнъ куниңагуш; |
| Wepsisch                     | Meiden taivhalline Tatam! Olgha pühä sinun nimi; tulgha sinun valdkund;                        |
| Wotisch                      | Izä mede, kumpa olet taivaiza! Pühättü olko nimes sinu; liti-tulko sinu valtas;                |
| Estnisch                     | Meie Isa, kes Sa oled taevas! Pühitsetud olgu Sinu nimi; Sinu riik tulgu;                      |
| Võro                         | Mi Esä taivan! Pühendedüs saaguq sino nimi; sino riik tulguq;                                  |
| Livisch                      | Mạd iza, kis sa vuod touvis! pǖvātộd las sig sin nim; las tugộ sin vạlikštộks;                 |
| Nordsamisch                  | Ačče min, don gutte læk almin! Basotuvvus du namma; Bottus du rika;                            |
| Inarisamisch                 | Aätj miin, ki läh almest! Passe läos tu namma; aldanevos tu valdegodde;                        |
| Skoltsamisch                 | Äätje mii, ku leäk almest! Da passe leidsj tu nammat; da poat tu tsarstvie;                    |
| Kildinsamisch                | Адж мӣн, е̄ллей Альмесьт! Святэ ля̄ннч нэ̄м То̄н; оаннѣ пуадт То̄н Ланнѣ                            |

### Die Numeralia
Während die Grundzahlwörter von 1 bis 6 alle finno-ugrisch sind, ist das Zahlwort für 7 sowohl in den finnischen als auch in den ugrischen Sprachen eine Entlehnung aus dem Indogermanischen, vgl. altindisch sapta. Das Zahlwort für 10 entsprach in der Ursprache dem Wort für „Zahl“; dies ist bis heute noch in Sami, Mari und Mansisch erhalten. Die Zahlwörter das im Komi und Udmurtischen und tíz im Ungarischen sind Entlehnungen aus iranischen Sprachen.
|      | Finnisch  | Estnisch | Livisch | Wotisch | Wepsisch | Karelisch | Nordsami | Skoltsami | Wiesen-Mari | Ersja- Mordwin. | Mokscha- Mordwin. | Komi- Syrjän. | Udmurt. | Mansisch | Chant. | Ungar. |
| ---- | --------- | -------- | ------- | ------- | -------- | --------- | -------- | --------- | ----------- | --------------- | ----------------- | ------------- | ------- | -------- | ------ | ------ |
| 0001 | yksi      | üks      | ikš     | ühsi    | üs       | yksi      | okta     | õhtt      | икте        | вейке           | фкя               | ӧтик          | одык    | аква     | ит     | egy    |
| 0002 | kaksi     | kaks     | kakš    | kahsi   | kaks     | kakši     | guokte   | kue´htt   | коктыт      | кавто           | кафта             | кык           | кык     | китыг    | катын  | kettő  |
| 0003 | kolme     | kolm     | kuolm   | kõlmõ   | kuome    | kolmi     | golbma   | koumm     | кумыт       | колмо           | колма             | куим          | куин    | хурум    | хутым  | három  |
| 0004 | neljä     | neli     | nēļa    | nellä   | nell     | nellä     | njeallje | nellj     | нылыт       | ниле            | ниле              | нёль          | ниль    | нила     | няты   | négy   |
| 0005 | viisi     | viis     | vīž     | viiz    | viž      | viisi     | vihtta   | vitt      | визыт       | ветесь          | вете              | вит           | вить    | ат       | вет    | öt     |
| 0006 | kuusi     | kuus     | kūž     | kuuz    | kuz      | kuuši     | guhtta   | kutt      | кудыт       | кото            | кота              | квайт         | куать   | хот      | хут    | hat    |
| 0007 | seitsemän | seitse   | seis    | seitsee | seiččeme | šeiččemen | čieža    | čiččâm    | шымыт       | сисем           | сисем             | сизим         | сизьым  | сат      | тапыт  | hét    |
| 0008 | kahdeksan | kaheksa  | kōdõks  | kahõsaa | kahesa   | kahekšan  | gavcci   | kääu´c    | кандаше     | кавксо          | кафкса            | кӧкъямыс      | тямыз   | нёллов   | нювты  | nyolc  |
| 0009 | yhdeksän  | üheksa   | īdõks   | ühesää  | ühesa    | yhekšän   | ovcci    | ååu´c     | индеше      | вейксэ          | вейхкса           | ӧкмыс         | укмыс   | онтэллов | йиряң  | kilenc |
| 0010 | kymmenen  | kümme    | kim     | čümmee  | kümne    | kymmenen  | logi     | lååi      | лу          | кемень          | кемонь            | дас           | дас     | лов      | яң     | tíz    |
| 0100 | sata      | sada     | sada    | sadā    | sata     | sata      | čuođi    | čue´đ     | шӱдӧ        | сядо            | сяжа              | се            | сю      | сат      | сот    | száz   |
| 1000 | tuhat     | tuhat    | tūontõ  | tuhat   | tuhat    | tuhat     | duhát    | dohat     | тÿжем       | тёжа            | тёжянь            | сюрс          | сюрс    | сотэр    | щурәс  | ezer   |